# آب‌گرم قطورسویی
آب‌گرم قطورسویی یک روستا در ایران است که در استان اردبیل واقع شده‌است.